# Joe Dante

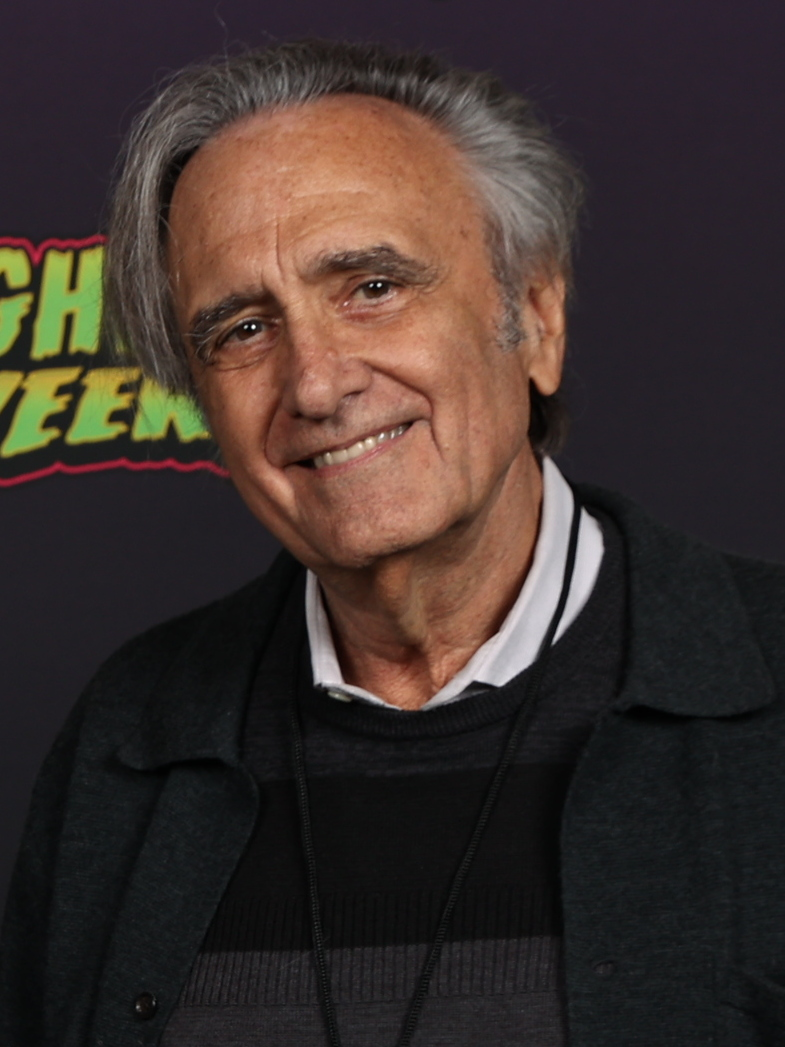
Joe Dante (2023)

Joe Dante (* 28. November 1946 in Morristown, New Jersey) ist ein US-amerikanischer Filmregisseur, der auch für das Fernsehen tätig ist.

## Leben
Joe Dante begann seine Karriere bei Roger Cormans Produktionsfirma New World Pictures, zunächst 1973 als Dialogeditor für Filme wie Cirio H. Santiagos Fly Me und die US-Fassung Tidal Wave von Shirō Moritanis Nippon chinbotsu, dann als Filmeditor bei Steve Carvers The Arena (1974) und Ron Howards Grand Theft Auto (1977).
Für Corman drehte Dante 1978 auch seinen ersten eigenen Spielfilm: Piranhas. Diese B-Film-Variante von Der weiße Hai gefiel dessen Regisseur Steven Spielberg so gut, dass er Dante daraufhin mit Projekten betraute. Auf diese Weise kam dieser zu Gremlins – Kleine Monster, einer der erfolgreichsten Komödien der 1980er Jahre. Auch Die Reise ins Ich und Gremlins 2 – Die Rückkehr der kleinen Monster weisen Spielberg als Executive Producer aus. Häufiger Kameramann seiner Filme war John Hora.
Dantes von einer Werwolfkolonie handelnder Horrorfilm Das Tier aus dem Jahr 1981 zog sechs Fortsetzungen nach sich, die jedoch von anderen Regisseuren inszeniert wurden. Dante war zudem an der Serie Eerie, Indiana beteiligt, einer Kinderserie der 1990er Jahre.

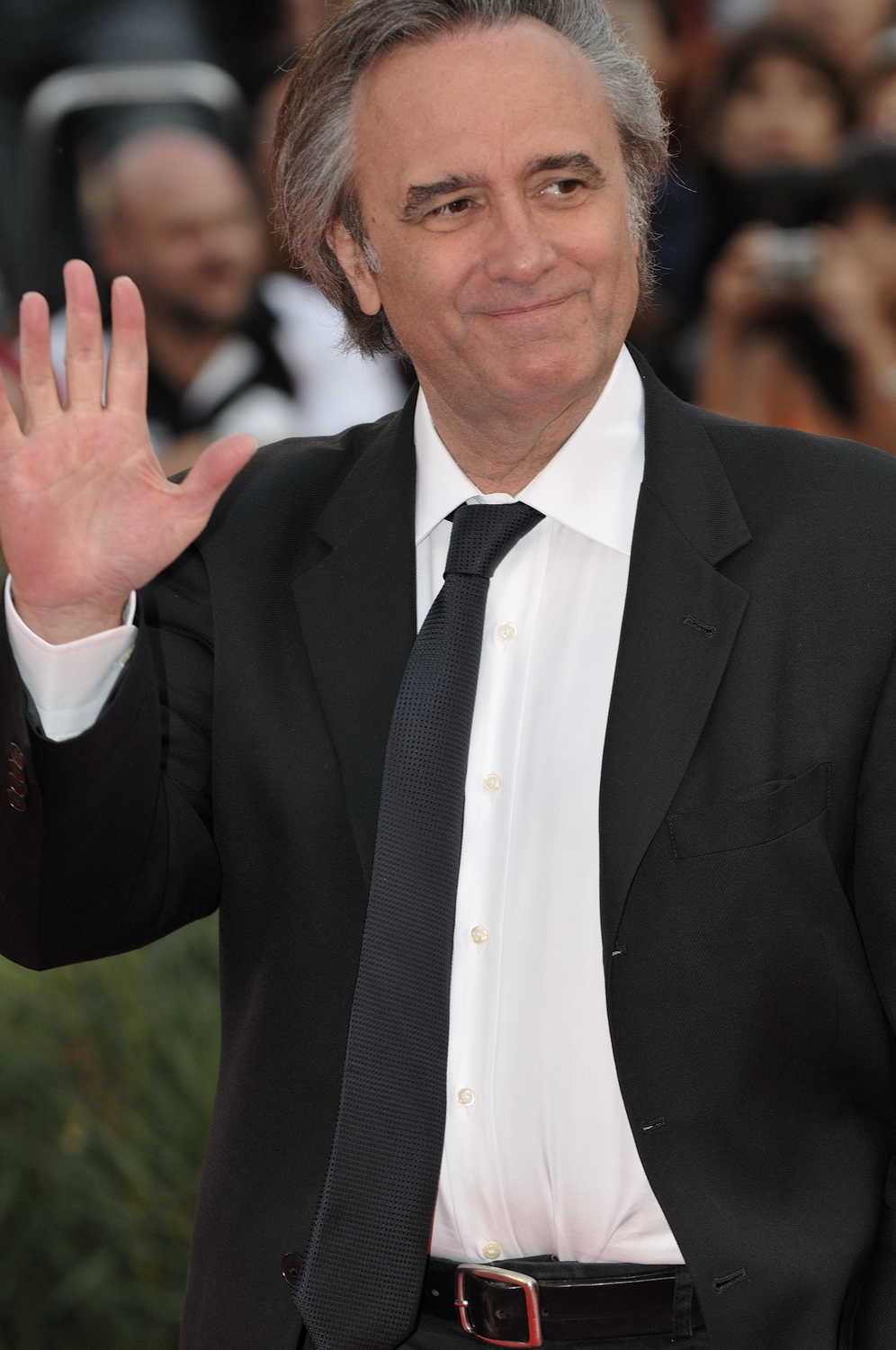
Joe Dante bei den 66. Filmfestspielen von Venedig (2009)

2009 wurde er in die Wettbewerbsjury der 66. Filmfestspiele von Venedig berufen. Auf dem Festival zeigt er außerdem seinen 3D-Horrorfilm The Hole und eine neue Schnittfassung seiner 1968 entstandenen Dokumentation The Movie Orgy.
Seit 2009 ist er vor allem als Regisseur an verschiedenen Serien beteiligt. Unter anderem drehte er zehn Folgen von Hawaii Five-0.

## Auszeichnungen (Auswahl)
Joe Dante wurde u. a. zweimal mit dem Saturn Award ausgezeichnet. 1979 wurde er zusammen mit Mark Goldblatt für den besten Schnitt ausgezeichnet, 1984 erhielt er den Preis als bester Regisseur für Gremlins – Kleine Monster. Im Oktober 2013 wurde Joe Dante auf dem Cinestrange-Filmfestival in Dresden der Cinestrange Award für sein Lebenswerk verliehen.

## Filmografie (Auswahl)
Als Regisseur
- 1976: Hollywood Boulevard (Ko-Regie)
- 1978: Piranhas (Piranha)
- 1979: Rock ’n’ Roll Highschool (Ko-Regie, auch Drehbuch)
- 1981: Das Tier (The Howling)
- 1983: Unheimliche Schattenlichter (Twilight Zone: The Movie) (Episode 3)
- 1984: Gremlins – Kleine Monster (Gremlins)
- 1985: Explorers – Ein phantastisches Abenteuer (Explorers)
- 1987: Amazonen auf dem Mond oder Warum die Amis den Kanal voll haben (Amazon Women on the Moon)
- 1987: Die Reise ins Ich (Innerspace)
- 1989: Meine teuflischen Nachbarn (The Burbs)
- 1990: Gremlins 2 – Die Rückkehr der kleinen Monster (Gremlins 2 – The New Batch)
- 1991–1992: Eerie, Indiana (Fernsehserie, fünf Folgen)
- 1993: Matinée
- 1998: Small Soldiers
- 2003: Looney Tunes: Back in Action
- 2005–2006: Masters of Horror (Fernsehserie, zwei Folgen)
- 2009: The Hole – Wovor hast Du Angst? (The Hole)
- 2011–2017: Hawaii Five-0 (Fernsehserie, zehn Folgen)
- 2014: Weg mit der Ex (Burying the Ex)
- 2016: Legends of Tomorrow (DC’s Legends of Tomorrow, Fernsehserie, 1x08)
- 2018: Nightmare Cinema

Als Darsteller
- 2004: Edgar G. Ulmer – Der Mann im Off (Dokumentarfilm, als er selbst)
- 2009: Nightmares in Red, White and Blue (Dokumentarfilm, als er selbst)
- 2015: Eaten Alive! The Rise and Fall of the Italian Cannibal Film
- 2022: Razzennest (als Erzähler und als er selbst)